# Roberto Sylvester
El capitán de navío Roberto Gerardo Sylvester (RE) VGM fue un piloto de caza y ataque de la Aviación Naval Argentina que estuvo activo entre 1974 y 1992. Es reconocido por haber participado en el hundimiento de la fragata clase Amazon HMS Ardent de la Marina Real Británica en el estrecho de San Carlos el día 21 de mayo de 1982 durante el desembarco británico en las Malvinas.
Sylvester egresó de la Escuela de Guerra Naval de la Armada en 1989 y en 1990 cursó estudios superiores en la Escuela de Guerra Naval de la Marina de Brasil. Además, es licenciado en sistemas navales aéreos por la IUN y tiene un máster en administración de empresas de IDEA.
Dentro de la Aviación Naval, fue Comandante de la 3ra Escuadrilla Aeronaval de Caza y Ataque y se desempeñó como Oficial de Estado Mayor en la Jefatura de Política y Estrategia de la Armada. Además, en 1999 fundó el Departamento Políticas Navales Regionales. También fue asesor en la Marina de Guerra del Perú y Comandante de la Fuerza Aeronaval N.º 2. Se retiró de la Armada en el 2001 para trabajar en el medio civil.

## Distinciones y condecoraciones
- 1982: Distintivo “Operaciones de combate de Malvinas”, Armada República Argentina.
- 1993: Medalla del Honorable Congreso de la Nación a los combatientes.
- 2013: Condecoración “Honor al valor en combate.”
- 2014: Estatuilla Malvinas Argentinas de Armada de la República Argentina.
- 2015: Distinción al Valor en Combate de la Comisión Permanente de Homenaje a la Gesta del Atlántico Sur, Municipio de San Isidro.

## Educación y primeros años
Sylvester es hijo del Aviador Naval CN (RE) Gerardo Agustín Sylvester, matemático y profesor de estadística en la Universidad de Belgrano. Desde pequeño mostró un acentuado interés por la aviación, en especial la aviación naval, por lo que decidió seguir los pasos de su progenitor.
Después de ingresar a la Escuela Naval Militar y cursar los años correspondientes, egresó como Oficial de Guardia Marina como parte de la promoción 101. Fue seleccionado para realizar el curso de Aviador Naval y recibió su entrenamiento en la Base Aeronaval Punta Indio (Verónica) de la Provincia de Bs. As., egresando con la promoción N.º 48 de Aviadores Navales el 22 en febrero de 1974. Recibió su entrenamiento como Piloto de Caza y Ataque, convirtiéndose en piloto especializado en despegues y aterrizajes desde portaaviones, operando a bordo del portaaviones argentino 25 de Mayo. También fue capacitado como Señalero de A bordo, guiando a los Skyhawks A-4Q y Super Etendard durante el aterrizaje en su restringida cubierta de vuelo. 
Su carrera como Piloto de Caza y Ataque en la Armada Argentina se extendió en  operaciones aéreas con jets monoplazas y biplazas durante 18 años. Tras 33 años de servicio, solicitó su pase a retiro con el grado de Capitán de Navío.

## Combate en la isla de Malvinas
"El agua hervía debido a los proyectiles que nos lanzaban los ingleses, armas livianas,
pasadas, cañones y misiles contra nosotros, siempre pensé que me iba a morir en las
Islas Malvinas." 
Sylvester siendo entrevistado sobre su experiencia en Malvinas. 
Roberto Sylvester, conocido en la frecuencia de radio de combate por el apodo de “Tito”,  sirvió como piloto de los reactores de origen norteamericano Douglas A-4Q Skyhawk en la 3ra Escuadrilla Aeronaval de Caza y Ataque, al mando del Capitán de Corbeta Rodolfo Castro Fox. A los 31 años Sylvester era Teniente de Navío y Jefe del Departamento de logística, uno de los cargos con mayor responsabilidad dentro de la escuadrilla.
Para el 21 de mayo de 1982, la escuadrilla contaba con ocho A-4Q y operaba desde la Base Aeronaval Rio Grande. Los restantes pilotos de la unidad eran el segundo comandante, Capitán de Corbeta Carlos María Zubizarreta, el Capitán de Corbeta Alberto Jorge Philippi (voluntario en la unidad), los Tenientes de Navío Marco Aurelio Benítez, Carlos Oliveira, Benito Ítalo Rotolo, José Cesar Arca y Carlos Lecour, el Teniente de Fragata Marcelo Gustavo Marquez, el Teniente de Corbeta Félix Medici y el Teniente de Fragata Logístico Hector Vite. Roberto Sylvester participó en la tercera oleada lanzada por la Aviación Naval Argentina contra los buques británicos durante el desembarco en el Estrecho de San Carlos. El blanco elegido por el líder de la división Teniente de Navío Benito Rotolo, fue la fragata clase Amazon HMS Ardent perteneciente a la Marina Real Británica. La fragata estaba ubicada en proximidades de la Bahía de Ruiz Puente, dándole soporte a las operaciones terrestres inglesas y que había sido atacada infructuosamente por el Capitán Pablo "Cruz" Carballo a bordo de un Skyhawk A4-B. Luego los IAI Dagger del Grupo 6 de Caza y Ataque capitaneados por el entonces Capitán Mir González que la alcanzaron con una bomba y fuego de cañón. El tercer ataque lo realizó la primera división de la 3.ª Escuadrilla Aeronaval de Caza y Ataque liderada por Philippi con tres Skyhawks A4-Q. Durante este último ataque dos de ocho bombas explotaron sobre el sector de popa. Los tres pilotos iniciaron su retorno al continente por la misma ruta que habían utilizado para acercarse y atacar a la nave enemiga. Luego de volar rasante durante algunos minutos fueron atacados por dos Sea Harrier de la marina británica. Un misil de origen norteamericano SideWinder impacto al  Skyhawk A-4Q de Philippi, quien se pudo eyectar exitosamente. El teniente de fragata Marcelo Marquez desapareció sobre el mar cuando su jet explotó luego de ser alcanzado por una ráfaga de cañón en la turbina. El Teniente de Navío José Cesar Arca consiguió escapar y llevar su Skyhawk averiado hasta el aeropuerto de Puerto Argentino. Pudo eyectarse con éxito luego de que fuera confirmada la imposibilidad de aterrizar debido a que su Skyhawk le faltaba un parante y la rueda del tren de aterrizaje. Los dos Sea Harrier, sin armamento disponible, tuvieron que retornar a su portaaviones. En ese ínterin, la segunda división sobrevolaba el estrecho de San Carlos buscando el blanco atacado por la primera división. El líder de la 2da división, Teniente de Navío Benito Rotolo, vislumbro al buque averiado y le indicó a sus dos numerales, Carlos “Francés” Lecour y el propio Sylvester, que atacaran.
Las bombas estallaron a ambos lados del buque, averiándolo seriamente. Una de las cuatro bombas lanzadas por el segundo avión, piloteado por el Teniente Lecour, dio de lleno en la popa del buque. Este explotó, proyectando restos hirvientes por encima de la altura de lanzamiento de las bombas (60 metros). Sylvester fue tercero en orden de ataque, convirtiéndose en espectador del letal ataque de sus compañeros. Sylvester debió ascender por encima de la altura de lanzamiento para evitar los restos del buque proyectados al aire durante la explosión de la bomba. Apuntó a la fragata británica y lanzó sus cuatro bombas sobre esta, que ya estaba golpeada. La Fragata quedó condenada, el comedor quedó destrozado, se cortaron las comunicaciones y comenzó a hundirse, mientras su popa yacía envuelta en llamas, el navío se hundió a las 04:30 de la mañana. 22 tripulantes de la Fragata HMS Ardent perdieron sus vidas intentando repeler a los Skyhawks navales y tratando de controlar las averías a bordo de la fragata. Alan West, comandante de la nave, dio la orden de abandonar el buque cuando vio que su hundimiento era inminente. Los sobrevivientes fueron evacuados al buque civil SS Canberra. Los tres Skyhawks sobrevivientes con poco combustible cubrieron los 700 kilómetros que los separaban del continente. Debieron escapar de la zona volando bajo y luego ganar altura para economizar el combustible y así poder arribar a la base aeronaval Río Grande a pesar de tener los tanques de combustible prácticamente vacíos, arribando con averías pero sanos y salvos. Sylvester siguió volando en las misiones de combate impuestas a la escuadrilla hasta la finalización del conflicto. Agregó a sus deberes su designación como piloto de pruebas en la unidad antes, durante y luego del conflicto.
El veterano de Malvinas le atribuye el éxito de la misión a la comunión entre los pilotos y el personal terrestre de la unidad. Al ser una unidad de combate reducida, sus miembros se conocían bien y sabían tenían que depositar su confianza en el otro para sobrevivir. Considera que esta camaradería fue lo que les permitió seguir adelante, dándoles fuerzas para luchar. En sus palabras, "lo hice por el grupo de seres humanos que convivió conmigo las 24 horas al día durante todo ese tiempo".